# Алмере (озеро)

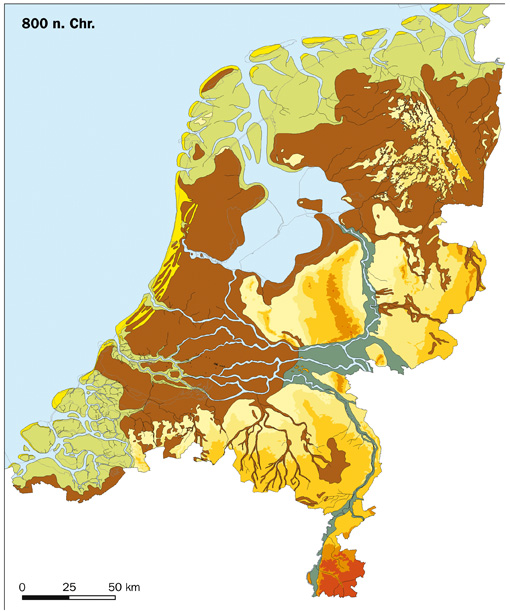
Озеро Алмере у 800 році по Р. Х.

Алмере — історичне озеро на просторах сьогоденних Нідерландів, наразі його місце займає Ейсселмер.

## Історія
За часів Римської імперії озеро отримало назву Флевонське. Саме Алмере згадується в "Житті святих", написаної англосаксонським єпископом святим Боніфацієм у 753 роках.
Значення назви "Алмере" -(Озеро Вугрів), за голландською "aal" або "ael", також: «ael mere» = «eel lake».
Алмере  було прісноводним або злегка солонуватим.
Ряд чинників призвів до перетворення озера на морську затоку, Зейдерзе:
- Підвищення рівня моря у зв'язку з глобальним потеплінням, відомого як середньовічний оптимум.
- Видобуток торфу фризами в Західній Фрісландії, у річищі Влі, що з'єднувала Алмере і Північне море.
- Повені,  (Повінь Всіх святих (1170) або Повінь Святої Люсії (1287.)[2]

Назва нового міста Алмере у Флеволанді було дано у 1984 році, на честь озера Алмере.